# 布里俄尼
布里俄尼（發音：[brijǔːni]）是位於克羅埃西亞亞德里亞海沿岸的一個地區，由14個小島組成，是克羅埃西亞的國家公園。最大的岛屿是巨布里俄尼岛（Veliki Brijun）,面积5.6平方公里。第二大岛是大布里俄尼岛（Mali Brijun），面积1.07平方公里，其他12个岛屿面积要小得多。這裡自古羅馬時期就有人居住。二戰後鐵托曾在這裡擁有別墅。

## 历史
1956年7月中旬，埃及总统贾迈勒·阿卜杜-纳赛尔、印度总理贾瓦哈拉尔·尼赫鲁和南斯拉夫总统铁托在这里会晤，他们讨论了对冷战的态度和各自立场。这些想法后来成为不结盟运动的结晶。有人将这场会议比作雅尔塔会议。
1991年7月7日，斯洛文尼亚、克罗地亚、南斯拉夫社会主义联邦共和国在此地签订三方签订的协议。

## 生态
20世纪初，一些花鹿和黇鹿被引入布里俄尼群岛。它们的数量在接下来的几十年中有所增加。

## 图片

地图
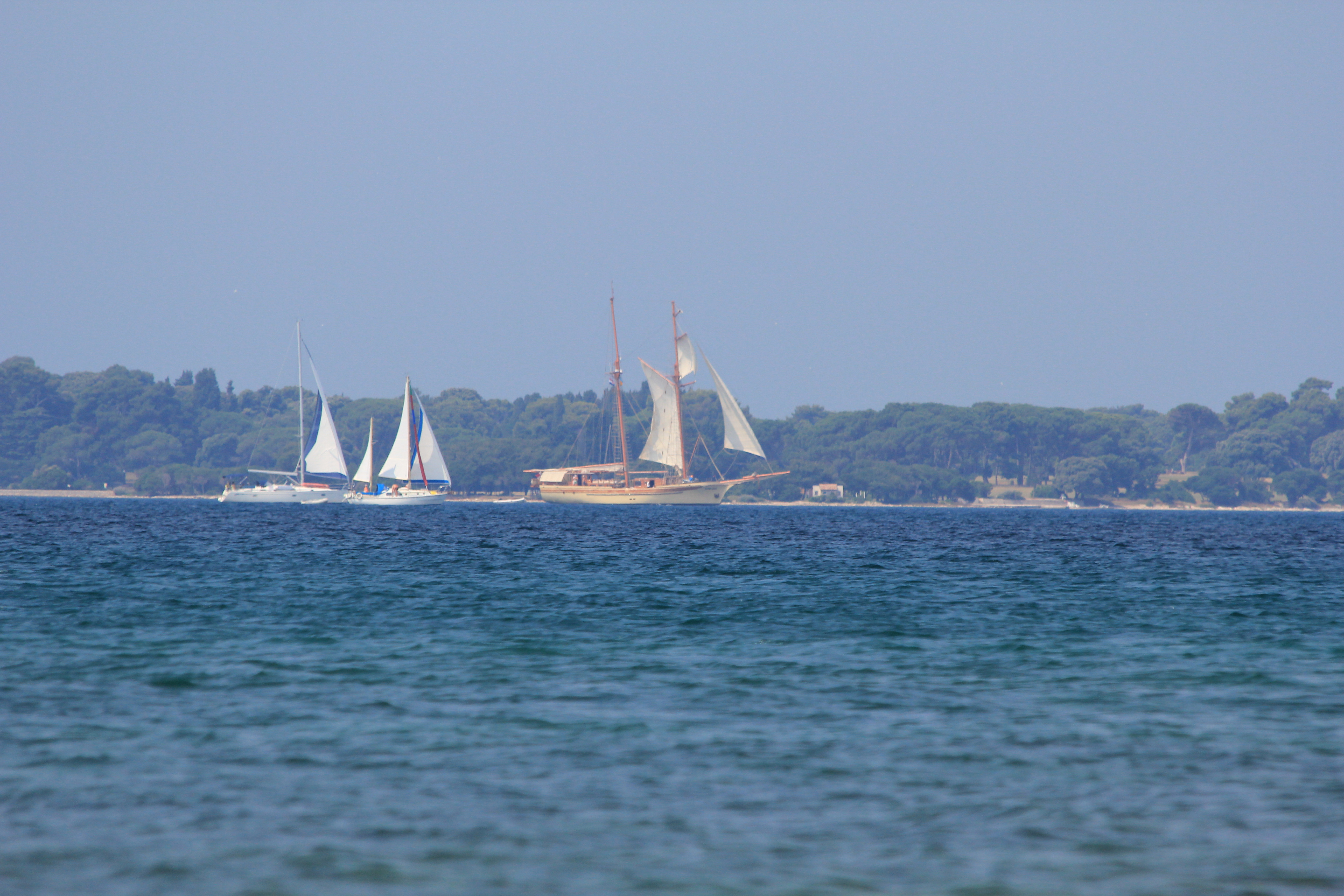
全景
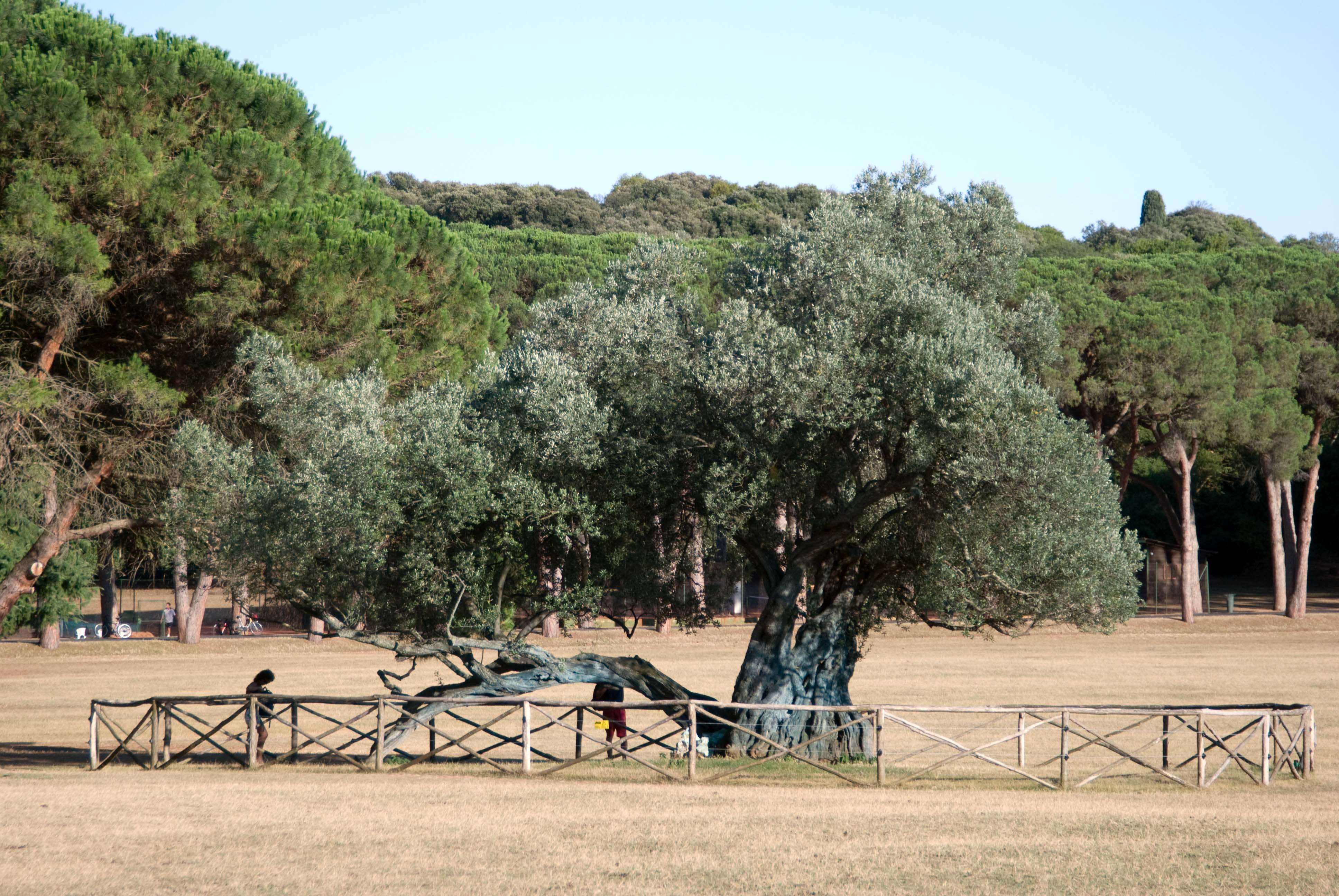
1700年的橄榄树
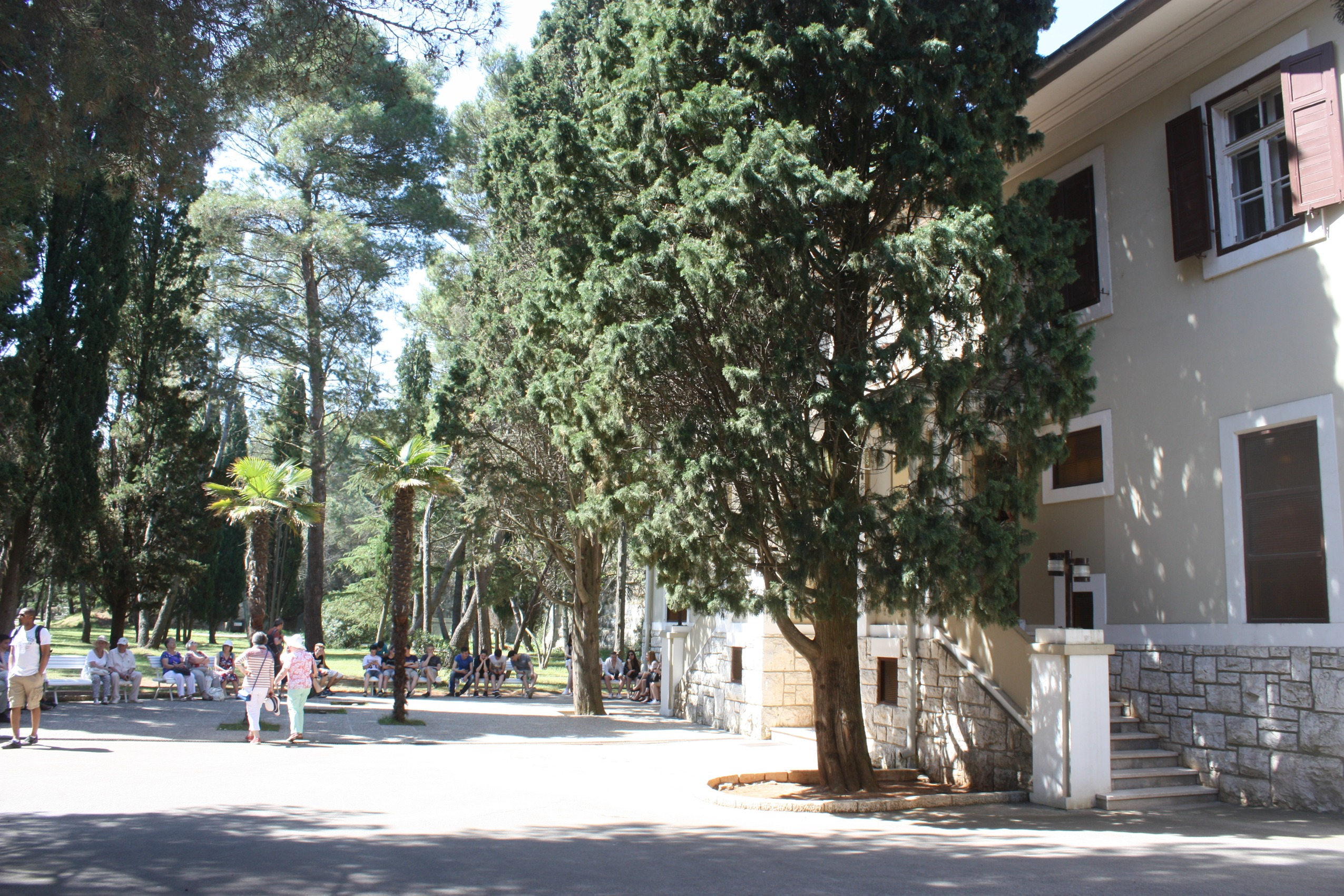
博物馆
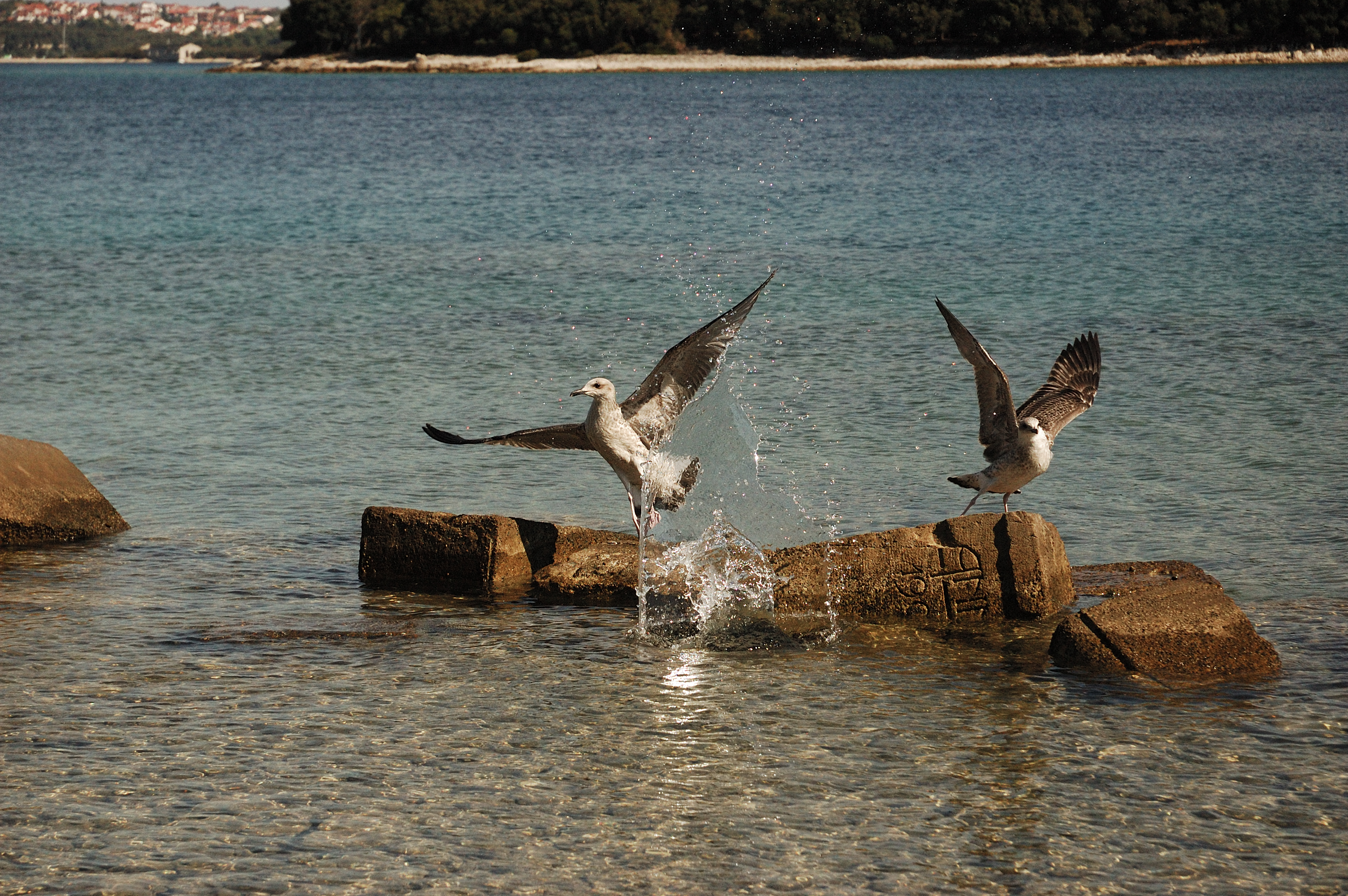

## 延伸阅读
- 布里奥尼，1945年创立的意大利男装品牌，以该地命名。

## 外部連結
- 布里俄尼国家公园
- 视频影像 （页面存档备份，存于）
- 官方图片存档
- 布里俄尼 （页面存档备份，存于）
- 旅游信息